# Sea Dart (Buck Danny)
Sea Dart est la septième histoire des aventures de la série Buck Danny "Classic". Elle est publiée sous forme d'album en 2020. L'histoire est scénarisée par Frédéric Marniquet et Frédéric Zumbiehl, et dessinée par André Le Bras.

## Univers

### Synopsis
L'action de Sea Dart commence après la seconde guerre mondiale, c'est la première partie d’un diptyque.
En avril 1945, devant l'avancée Russe en Pologne, une arme secrète accompagnée du docteur Gerlach part en avion Me 323 avec une unité spéciale de l'armée nazie allemande dirigée le général Hans Kammler. 

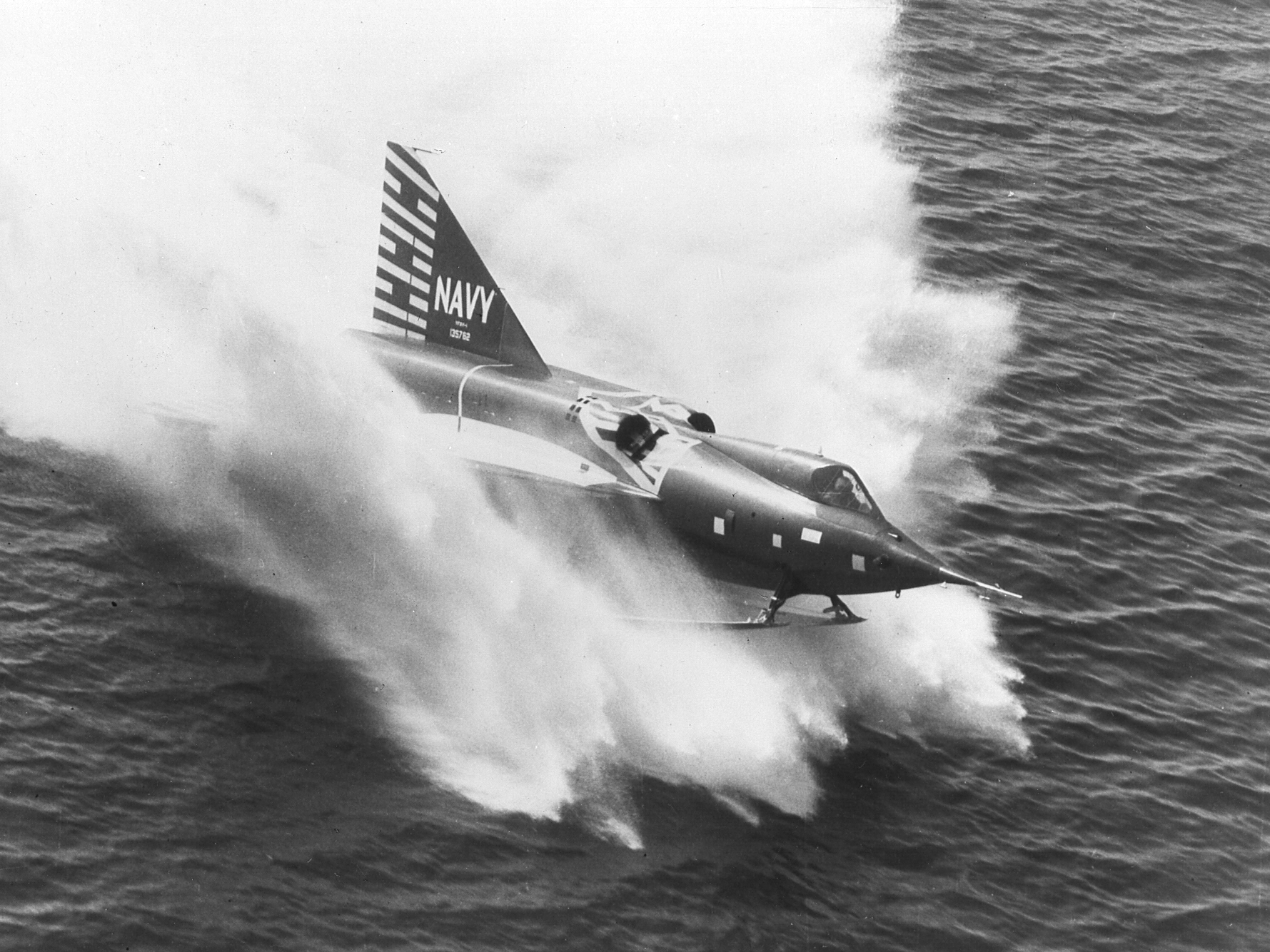
Le Convair F2Y Sea Dart

En 1953, après la guerre de Corée, Buck et ses amis sont affectés à la base Naval Air Station Patuxent River dans le programme d'essai du Convair Sea Dart, le premier hydravion supersonique au monde. En Argentine, la CIA constate la disparition d'agents qui enquêtaient sur le président Juan Perón et ses rapports avec d'anciens nazis allemands. L'agence décide d'envoyer un avion espion dénicher une base secrète qui serait cachée dans des montagnes de l'Altiplano. Buck, Sonny et Tumb partent avec le Sea Dart dans un ancien sous-marin japonais de Classe I-400 pour les côtes argentines.
Sur place, Sonny commence les missions d'espionnage avec le Sea Dart, se fait détecter par les chasseurs Gloster Meteor de l'aviation argentine à la frontière chilienne mais leur échappe. Ayant connaissance d'un jet espion et l'un sous-marin à proximité des côtes, Skorzeny, un nazi de mèche avec le président Perón, lance la chasse sur Tumbler qui, à bord du Sea Dart, se fait toucher et s'écrase dans un lac.

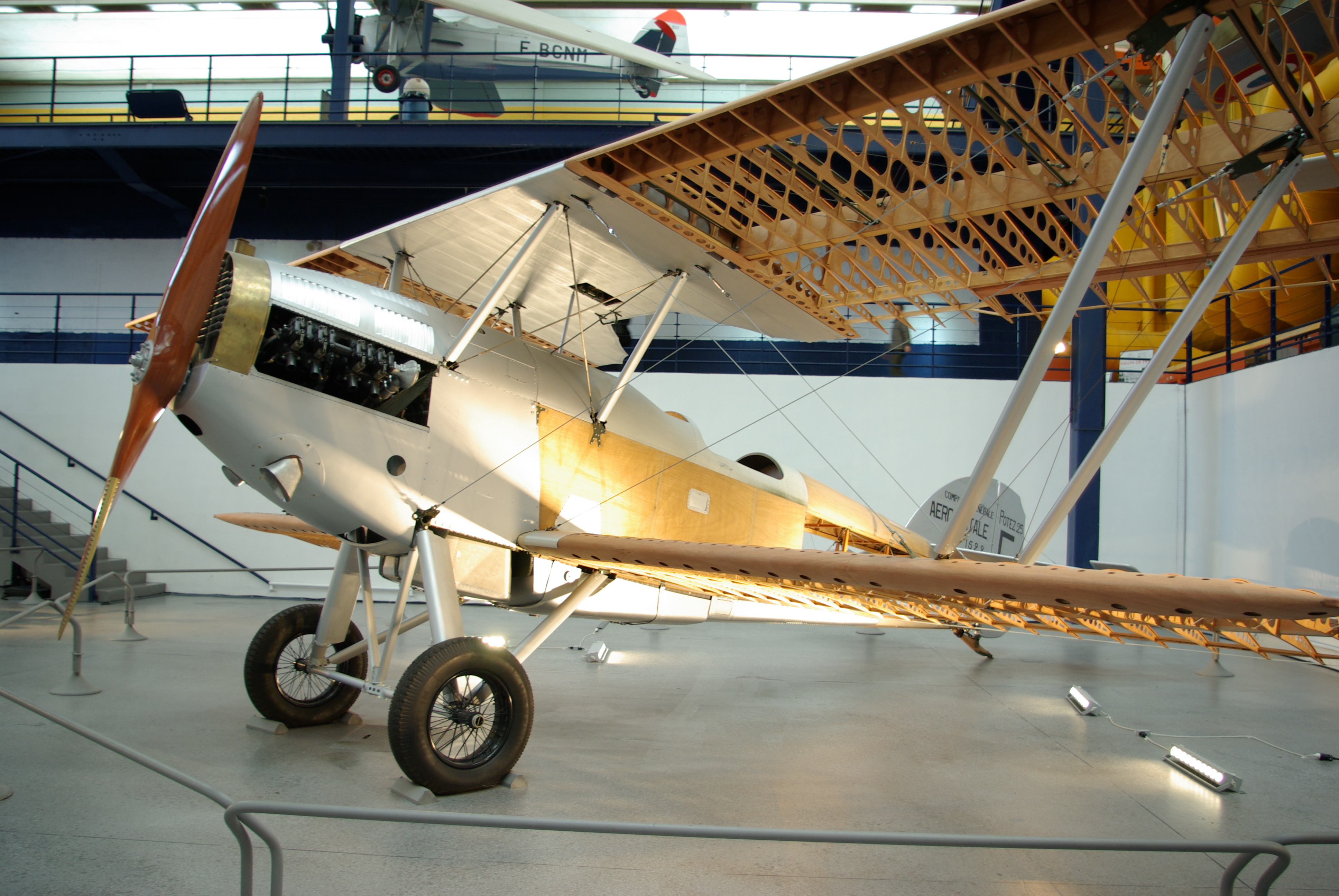
Un Potez 25

N'ayant plus de moyens sur place, la CIA demande alors de l'aide au Mossad présent en Argentine pour exfiltrer Tumbler. Buck et Sonny partent alors du sous-marin rejoindre l'espionne israélienne Béate Akerman sur les quais de Buenos Aires, poursuivis par les agents nazis. A l'abri, ils préparent leur voyage en cheval vers une hacienda où se trouve un vieux Potez 25 qu'ils remettent en état de voler.
Béate les suit en voiture alors qu'ils effectuent plusieurs vols. Finalement, Sonny vole seul tandis que Buck et Béate le suivent. Sonny découvre alors un Ford Trimotor en vol et le suit. A son atterrissage sur la base secrète, Sonny se fait canarder et se crashe. Il est alors emprisonné avec Tumbler dans les cachots des nazis puis ils rencontrent leur mystérieux führer.